# Leuville-sur-Orge
Leuville-sur-Orge és un municipi francès, situat al departament de l'Essonne i a la regió de Illa de França. L'any 2007 tenia 4.208 habitants.
Forma part del cantó d'Arpajon i del districte de Palaiseau. I des del 2016 de la Comunitat d'aglomeració Cœur d'Essonne.

## Demografia

### Població
El 2007 la població de fet de Leuville-sur-Orge era de 4.208 persones. Hi havia 1.408 famílies, de les quals 246 eren unipersonals (123 homes vivint sols i 123 dones vivint soles), 312 parelles sense fills, 751 parelles amb fills i 99 famílies monoparentals amb fills.
La població ha evolucionat segons el següent gràfic:
Habitants censats

### Habitatges
El 2007 hi havia 1.504 habitatges, 1.436 eren l'habitatge principal de la família, 30 eren segones residències i 38 estaven desocupats. 1.258 eren cases i 217 eren apartaments. Dels 1.436 habitatges principals, 1.189 estaven ocupats pels seus propietaris, 205 estaven llogats i ocupats pels llogaters i 42 estaven cedits a títol gratuït; 45 tenien una cambra, 111 en tenien dues, 202 en tenien tres, 309 en tenien quatre i 768 en tenien cinc o més. 1.205 habitatges disposaven pel capbaix d'una plaça de pàrquing. A 577 habitatges hi havia un automòbil i a 788 n'hi havia dos o més.

### Piràmide de població
La piràmide de població per edats i sexe el 2009 era:
| Homes | Edats   | Dones |
| ----- | ------- | ----- |
| 8     | 95 o +  | 0     |
| 0     | 90 a 94 | 4     |
| 0     | 85 a 89 | 12    |
| 20    | 80 a 84 | 4     |
| 20    | 75 a 79 | 52    |
| 36    | 70 a 74 | 24    |
| 56    | 65 a 69 | 56    |
| 76    | 60 a 64 | 48    |
| 68    | 55 a 59 | 64    |
| 108   | 50 a 54 | 112   |
| 168   | 45 a 49 | 132   |
| 144   | 40 a 44 | 164   |
| 208   | 35 a 39 | 212   |
| 160   | 30 a 34 | 168   |
| 84    | 25 a 29 | 120   |
| 100   | 20 a 24 | 56    |
| 128   | 15 a 19 | 168   |
| 188   | 10 a 14 | 120   |
| 188   | 5 a 9   | 196   |
| 104   | 0 a 4   | 144   |

## Economia
El 2007 la població en edat de treballar era de 2.805 persones, 2.195 eren actives i 610 eren inactives. De les 2.195 persones actives 2.050 estaven ocupades (1.069 homes i 981 dones) i 145 estaven aturades (64 homes i 81 dones). De les 610 persones inactives 132 estaven jubilades, 294 estaven estudiant i 184 estaven classificades com a «altres inactius».

### Ingressos
El 2009 a Leuville-sur-Orge hi havia 1.416 unitats fiscals que integraven 4.131 persones, la mediana anual d'ingressos fiscals per persona era de 24.516 €.

### Activitats econòmiques
Dels 152 establiments que hi havia el 2007, 1 era d'una empresa extractiva, 2 d'empreses alimentàries, 2 d'empreses de fabricació de material elèctric, 3 d'empreses de fabricació d'altres productes industrials, 28 d'empreses de construcció, 36 d'empreses de comerç i reparació d'automòbils, 11 d'empreses de transport, 7 d'empreses d'hostatgeria i restauració, 3 d'empreses d'informació i comunicació, 3 d'empreses financeres, 7 d'empreses immobiliàries, 24 d'empreses de serveis, 15 d'entitats de l'administració pública i 10 d'empreses classificades com a «altres activitats de serveis».
Dels 36 establiments de servei als particulars que hi havia el 2009, 2 eren tallers de reparació d'automòbils i de material agrícola, 1 autoescola, 7 paletes, 7 guixaires pintors, 4 fusteries, 5 lampisteries, 1 electricista, 1 empresa de construcció, 3 perruqueries, 3 restaurants, 1 tintoreria i 1 saló de bellesa.
Dels 10 establiments comercials que hi havia el 2009, 2 eren supermercats, 2 botiges de menys de 120 m², 2 fleques, 1 una fleca, 1 una llibreria, 1 una botiga de material de revestiment de parets i terra i 1 una joieria.
L'any 2000 a Leuville-sur-Orge hi havia 3 explotacions agrícoles.

## Equipaments sanitaris i escolars
L'únic equipament sanitari que hi havia el 2009 era una farmàcia.
El 2009 hi havia 1 escola maternal i 1 escola elemental.

## Poblacions més properes
El següent diagrama mostra les poblacions més properes.